# Афина и Минерва на монетах античности
Древнегреческая богиня Афина и отождествлявшаяся с ней в Риме богиня Минерва.и часто изображались на монетах Древней Греции, эллинистических государств и Древнего Рима.

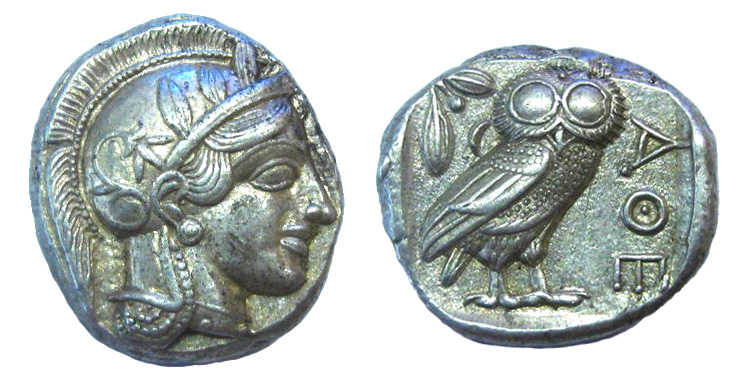
Афины. Тетрадрахма. 454-404 гг. до н.э.

Так, на афинских монетах изображена то голова Афины в шлеме, то вся богиня с оружием.
Голова Афины в шлеме чеканилась на золотых статерах Македонского царства в годы правления Александра Великого.
Минерва чеканилась на ауреусах Домициана, Коммода, Каракаллы.